# Marcelino Inorrueta de la Fuente
Marcelino Inorrueta de la Fuente es una localidad del municipio de Huimanguillo ubicado en la subregión de la Chontalpa del estado mexicano de Tabasco.

## Geografía
La localidad de Marcelino Inorrueta de la Fuente se sitúa en las coordenadas geográficas 17°42′15″N 93°32′10″O / 17.704167, -93.536111, a una elevación de 30 metros sobre el nivel del mar.

## Demografía
Según el Conteo de Población y Vivienda 2020, efectuado por el Instituto Nacional de Estadística y Geografía, la localidad de Marcelino Inorrueta de la Fuente tiene 472 habitantes, de los cuales 235 son del sexo masculino y 237 del sexo femenino. Su tasa de fecundidad es de 2.89 hijos por mujer y tiene 116 viviendas particulares habitadas.
| Gráfica de evolución demográfica de Marcelino Inorrueta de la Fuente entre 1990 y 2020 |
|                                                                                        |
| INEGI.                                                                                 |